# Porzana porzana
La polluela pintoja (Porzana porzana) es una especie de ave gruiforme de la familia Rallidae propia de Eurasia y África. 

## Descripción

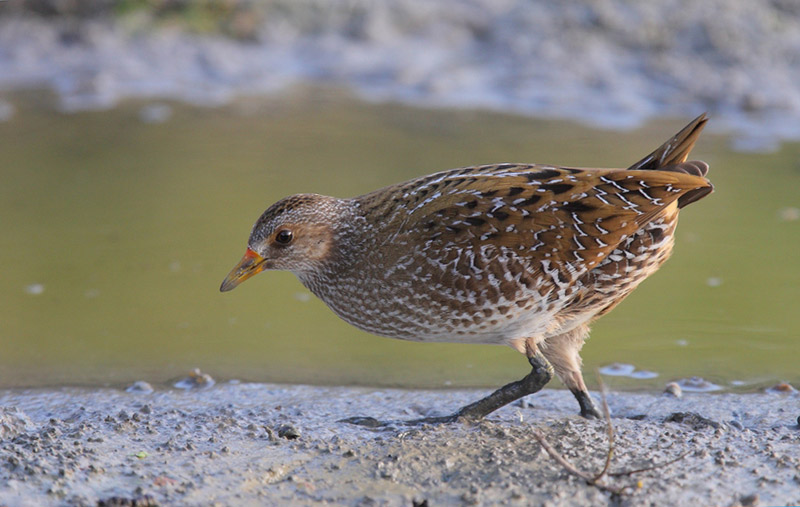
Ejemplar inmaduro.

La polluela pintoja mide entre 19 y 22,5 cm de largo y tiene 35 cm de envergadura alar, casi del tamaño de un rascón común, del que se diferencia fácilmente por  su pico corto amarillento con rojo en la base, a diferencia del largo y totalmente rojo pico del rascón. Como indica su nombre común se caracterizada por el moteado blanco de la mayor parte de su cuerpo. Los adultos tienen las partes superiores de tonos pardos, y el rostro y pecho gris azulado, ambos densamente salpicados de motas blancas, en contraposición con sus flancos listados en blanco y negro. Su parte ventral es anteada y su cola corta. Tienen patas amarillo verdosas con largos dedos. Los inmaduros son similares pero los tonos grises azulados se sustituyen por parduzcos. Los polluelos están recubierto por plumón negro, como en las demás rállidas.

## Taxonomía y etimología
La polluela pintoja es la especie tipo del género Porzana, que pertenece a la familia Rallidae, una familia de aves acuáticas y semiacuáticas de tamaño medio, aunque pequeñas en comparación con el resto de Gruiformes. Las rállidas suelen tener la cola corta, robustas patas con dedos largos, plumajes discretos y el cuello más corto que las grullas. Los miembros de Porzana se caracterizan por carecer de los conspicuos escudos frontales del resto de rállidas y ser en general más pequeños.
La polluela pintoja fue descrita científicamente por Carlos Linneo en 1766 en la duodécima edición de su obra Systema naturae, con el nombre científico de Rallus porzana. En 1816 fue trasladada al género Porzana, creado por el zoólogo francés Louis Jean Pierre Vieillot. Porzana es la latinización del término véneto sporzana usado para nombrar a las polluelas. No se reconocen subespecies de Porzana porzana:

## Distribución y hábitat

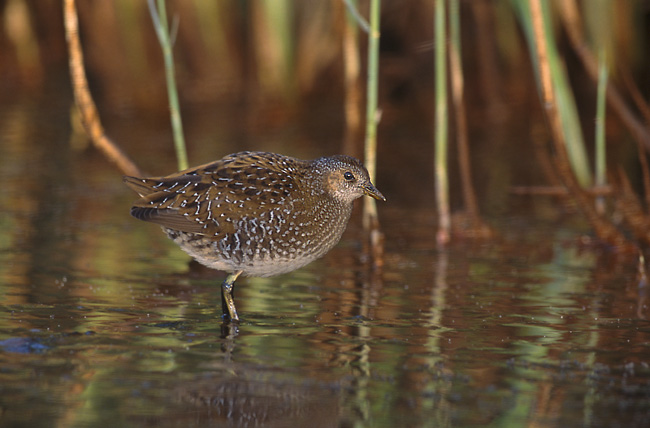
Suele vivir en aguas someras entre la vegetación palustre.

Es un ave migratoria que cría en los humedales con vegetación palustre alta de las regiones templadas de Europa y del oeste de Asia, llegando hasta el oeste de Mongolia y las proximidades del lago Baikal, en el sur de Siberia. Al terminar la época de cría migra al subcontinente indio y a África oriental y austral para pasar el invierno.

## Comportamiento
Es un ave solitaria y tímida, que se camufla entre la vegetación con gran éxito. Por ello, sólo es fácil durante la migración de otoño, puesto que el descenso del nivel del agua permite descubrir las zonas de fango en que habitan. Se alimenta de pequeños insectos y otros invertebrados acuáticos.

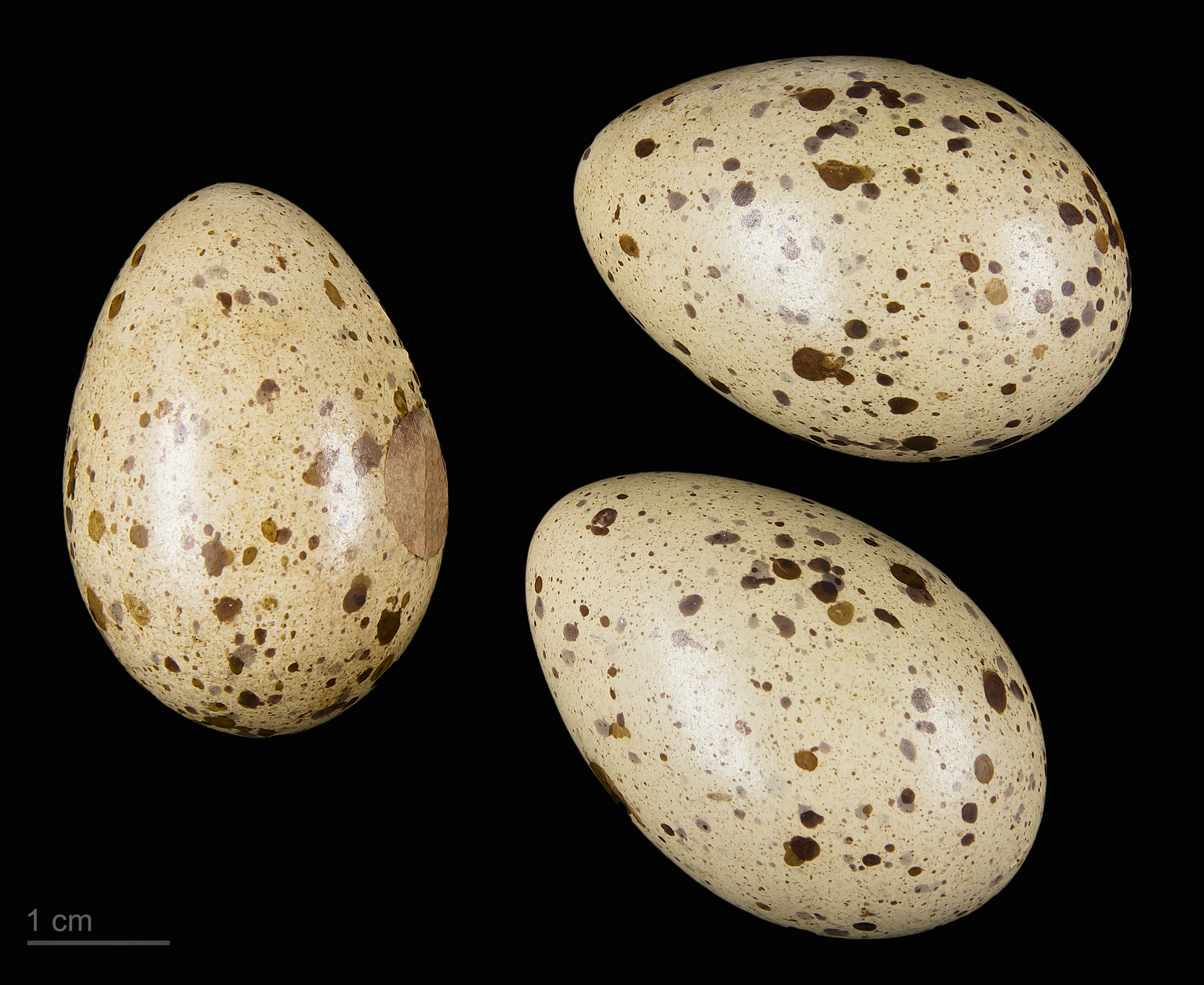
Porzana porzana - MHNT

Posee una voz rítmica y repetitiva, similar a la de un látigo restallando en el aire. Nidifica de mayo a julio, en un nido de ramitas y hojas en forma de cuenco poco hondo, situado sobre la vegetación al ras de agua en marjales someros. Realiza una única nidada de 8 a 12 huevos.